# Львівгаз (трест)
Трест «Львівгаз» — підприємство, яке було створене 22 липня 1947 року постановою Львівського міськвиконкому. В трест «Львівгаз» було реорганізовано Львівський газовий завод. До складу тресту входили: Львівський газовий завод, завод по ремонту і виготовленню газової апаратури «Львівгаз-апарат», Управління місцевої газової мережі, міська контора по експлуатації й газозбуту із 4-ма філіями, міська будівельна контора «Львігаззбут», відділ робітничого постачання. 
1952 року з метою газифікації сільської місцевості та міста Львова при тресті «Львівгаз» створюється ремонтно-будівельне управління.
13 серпня 1955 року трест «Львівгаз» було реорганізовано в обласний трест «Львівгаз» з підпорядкуванням відділу комунального господарства Львівського облвиконкому.